# Kommunale Galerie Athen
Die Kommunale Galerie (griechisch Δημοτική Πινακοθήκη της Αθήνας) ist ein Kunstmuseum in Athen. Heutiger Standort ist die ehemalige Seidenfabrik am Avdi-Platz, die auch Namensgeber des Stadtteils Metaxourgio ist.

## Geschichte
Im Jahr 1914 wurde die Gründung einer städtischen Kunstsammlung formell beschlossen, wenngleich erste Initiativen ins 19. Jahrhundert zurückreichen. 1923 wurde die Institution schließlich gegründet und noch im selben Jahr begann der Ankauf der ersten Kunstwerke. Als weitere Institution wurde 1976 die staatliche Nationalgalerie gegründet, welche fortan die Rolle der größten Kunstsammlung in Athen übernahm. 1982 zog die Kommunale Galerie Athen in das ehemalige Gebäude des städtischen Waisenhauses, welches im 19. Jahrhundert von Panagiotis Kalkos entworfen worden war. Sicherheitsauflagen und Platzmangel machten dem Museum dort zu schaffen, so dass ein Umzug unabdingbar wurde. Man entschloss sich, die Kommunale Galerie in die ehemalige Seidenfabrik zu verlegen, um dauerhafte und wechselnde Ausstellungen gleichzeitig zu ermöglichen. Die neue Galerie besteht seit dem 27. Oktober 2010 in zwei Gebäuden auf 1500 m². Die erste Ausstellung im neuen Gebäude war einer Privatsammlung gewidmet, der Sammlung des Reeders George Economou, die in den 1990er Jahren begonnen wurde. Deren Schwerpunkt liegt vorrangig auf der Kunst des 20. Jahrhunderts.

## Sammlung
Die Sammlung  beinhaltet Werke aus dem 19. Jahrhundert von Spyros Prosalendis,  Dionysios Tsokos und anderen, sowie Werke von Georgios Jakobides, Angelos Giallinas, Vincent Bokatsiampi, Nikiphoros Lytras, Jorgos Busianis, Agenor Asteriadis, Yannis Moralis und Gerasimos Steris. Zeitgenössische Kunst ist mit über 3000 Werken von u. a. Opi Zouni, Chronis Botsoglou und Makis Theofylaktopoulos vertreten. Ein wichtiger Teil der Sammlung ist eine Serie von Stichen von Angelos Theodoropoulos, Efthymios Papadimitriou, John Kefallinos, Vaso Katraki und Vicky Tsalamata.

## Das heutige Gebäude

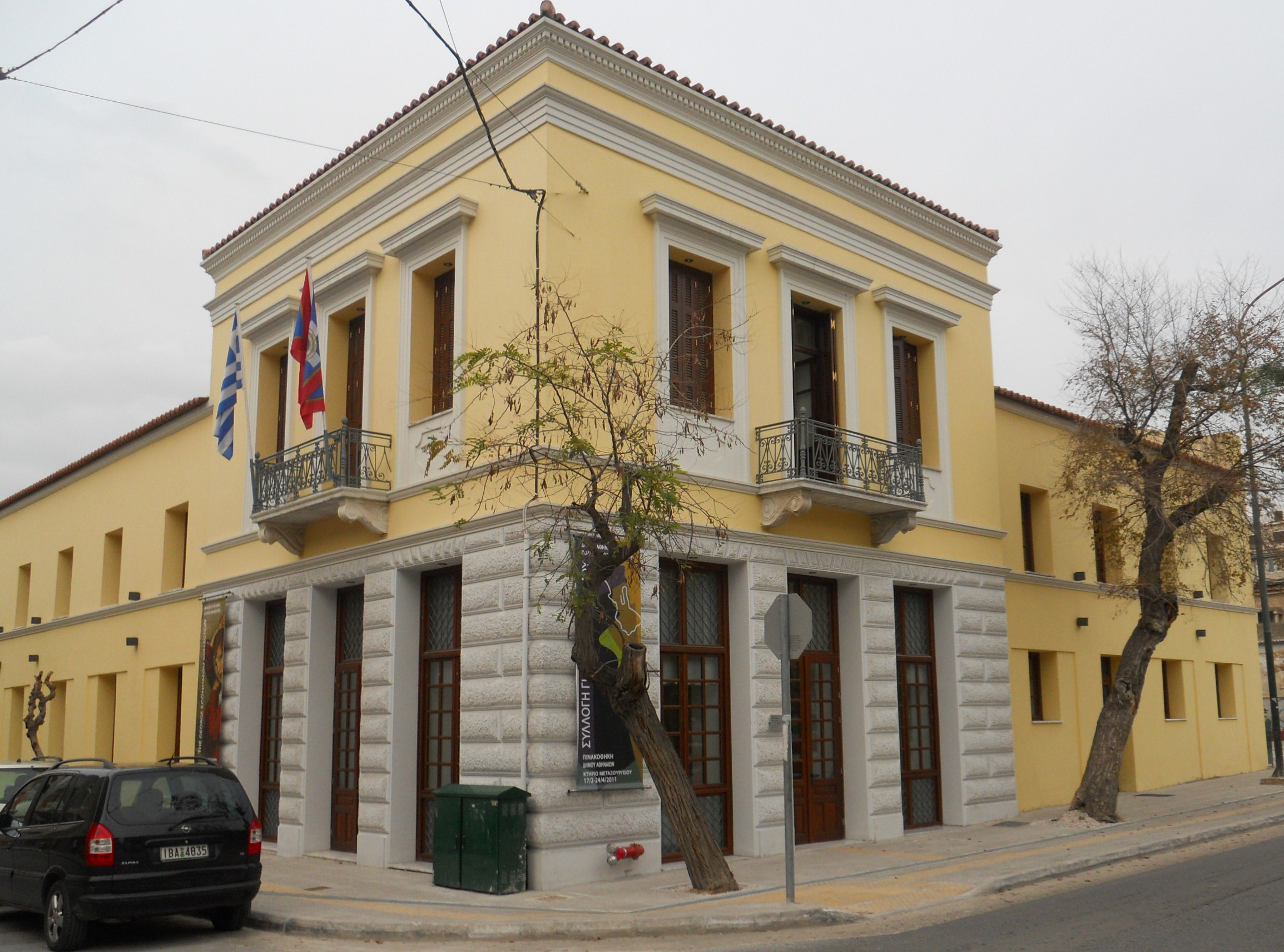
Die Ecke des Gebäudes

In seiner fast 170-jährigen Geschichte wurde das Gebäude, das ursprünglich als Kaufhaus entworfen worden war, stattdessen als Fabrik, Kaserne und Krankenhaus benutzt und stand auch über längere Zeiträume hinweg leer. Die ehemalige Fabrik wurde 1833 vom dänischen Architekten Hans Christian Hansen entworfen, der zusammen mit seinem um zehn Jahre jüngeren Bruder Theophil Hansen zu jener Zeit in Athen tätig war. Die Hansens kamen ursprünglich wegen des Studiums antiker und byzantinischer Bauten nach Athen, etablierten sich erfolgreich als Architekten und entwarfen u. a. das Observatorium, das Zappeion und das Hotel Grande Bretagne. Bekannt wurden sie jedoch vor allem durch die Athener Trilogie, bestehend aus Universität, Akademie und Nationalbibliothek. Theophil Hansen verließ Athen, als ihn Georg Simon von Sina dauerhaft nach Wien holte, wo ihm der internationale Durchbruch gelang.
Das Gebäude der Fabrik wurde von 1834 bis 1835 errichtet, um ein Kaufhaus nach europäischem Vorbild zu werden. Es stand jedoch von 1835 bis 1852 leer. 1852 wurde es von einem österreichischen Unternehmen erstanden, das es zum ersten dampfbetriebenen Seidenwerk machen wollte. Es wurde allerdings infolge des Bankrotts der Firma nie in Betrieb genommen. Im Jahr 1854 fungierte es als Krankenhaus. Im selben Jahr wurde die Firma Siriki gegründet, die das Gebäude von 1855 bis 1875 als  Seidenfabrik (griech. Metaxourgio) nutzte. Es wurde zur größten Produktionsstätte in Griechenland und auf dem Balkan. 1875 musste die Produktion wegen der Konkurrenz billiger Seidenimporte aus China eingestellt werden.
Zwischen 1892 und 1904 hatte der Bau der Straßen Germanikou und Giatrakou die Zerstörung des der Straße zugewandten Teils des Gebäudes und seines Nordostsektors zur Folge. Im gleichen Zeitraum siedelten sich im Erdgeschoss Läden und im ersten Stock Bewohner an und 1960 wurde der nordöstliche Teil rekonstruiert. 1944 wurde es als Kaserne der ELAS benutzt, nach einem Brand im Jahr 1960 standen bis 1993 einige der Läden und Wohnungen leer. 1993 stiftete der Enkel des Besitzers das Gebäude der Stadt Athen.

## Abbildungen

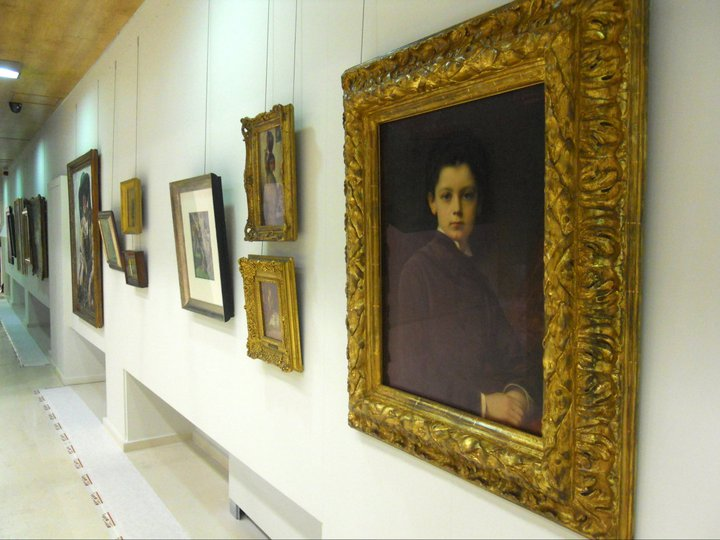
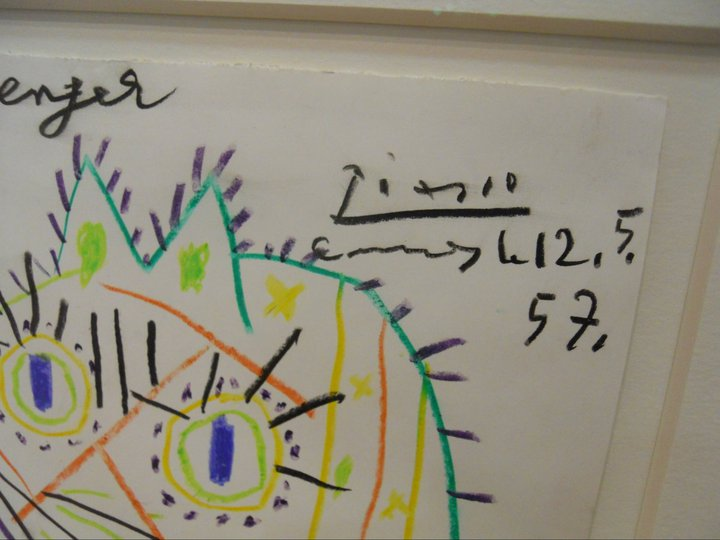
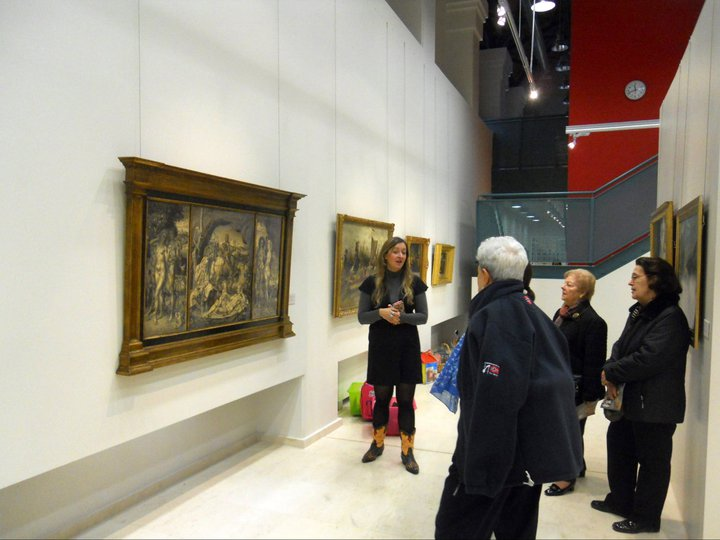
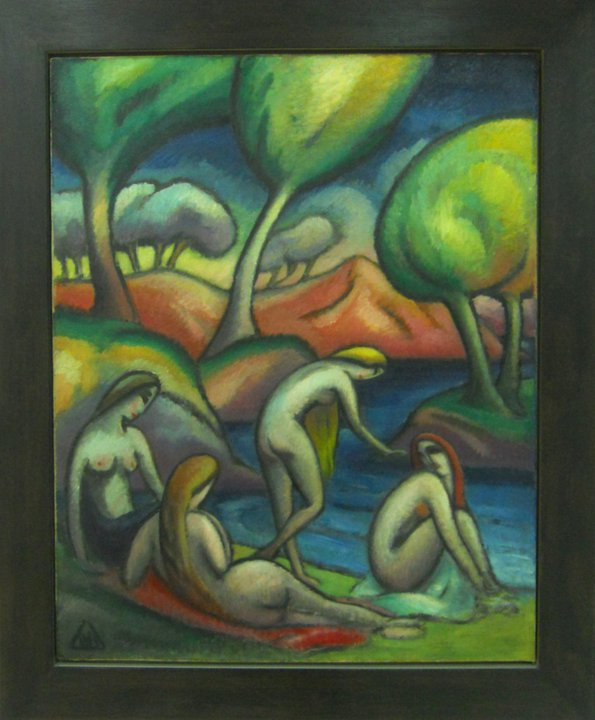
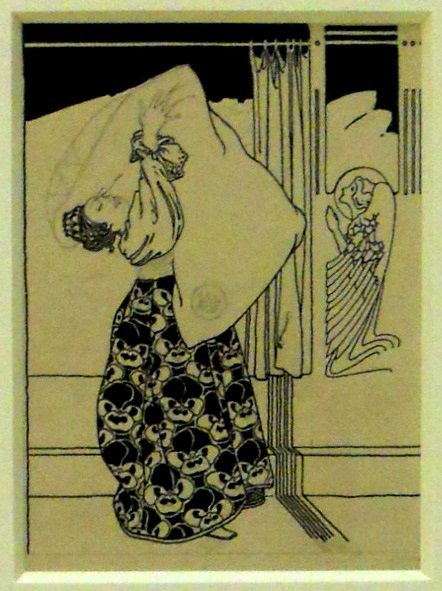
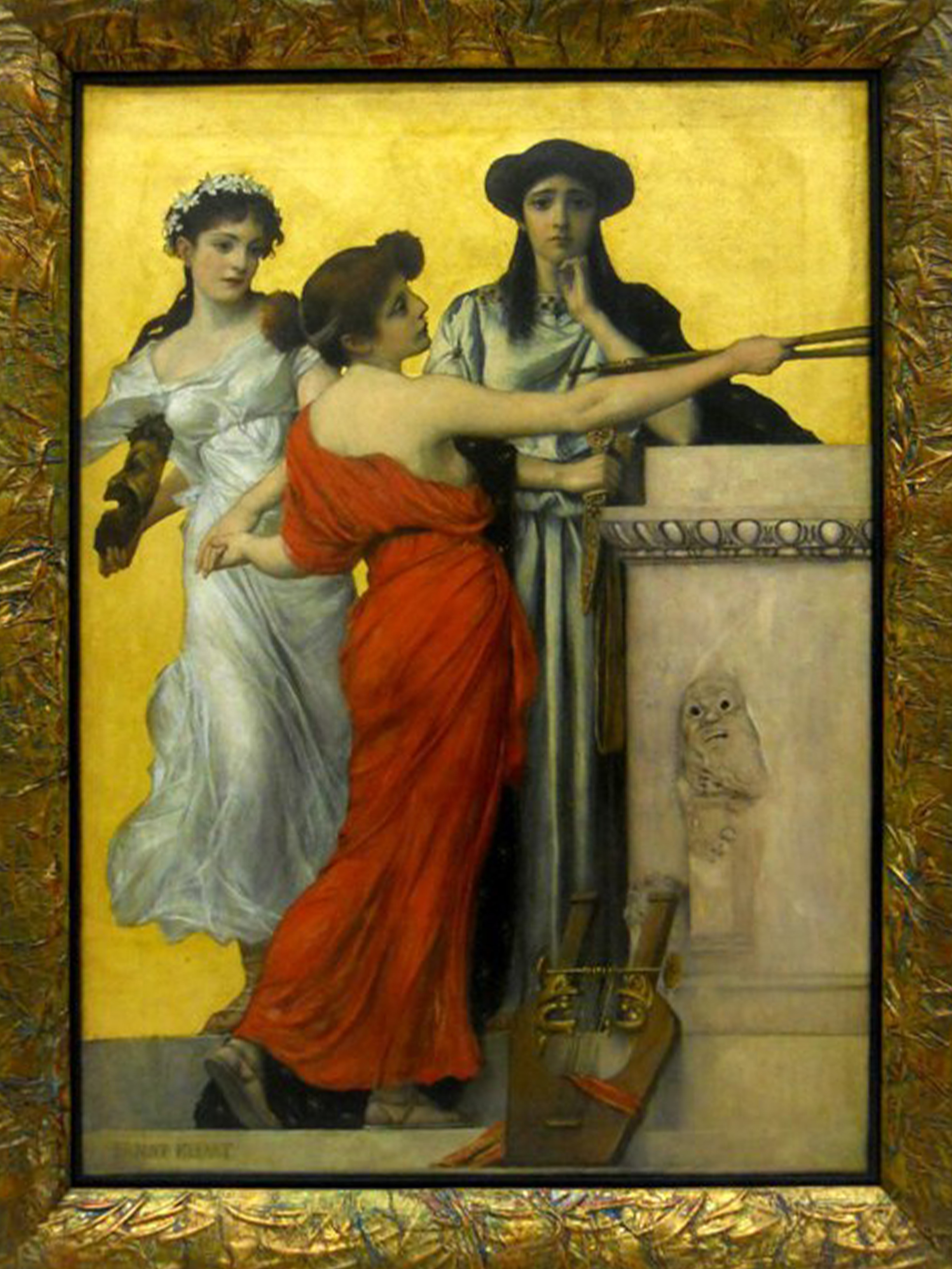
„Drei Musen“ von Ernst Klimt
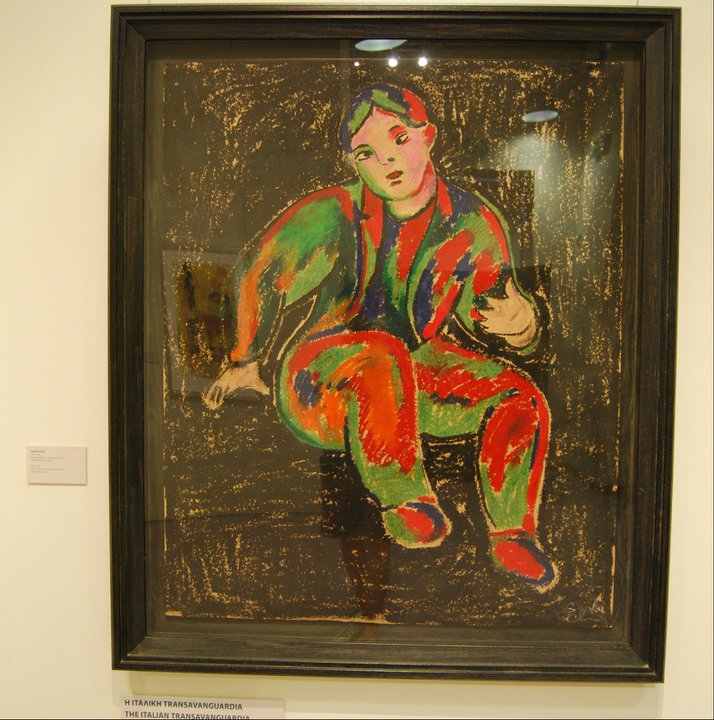
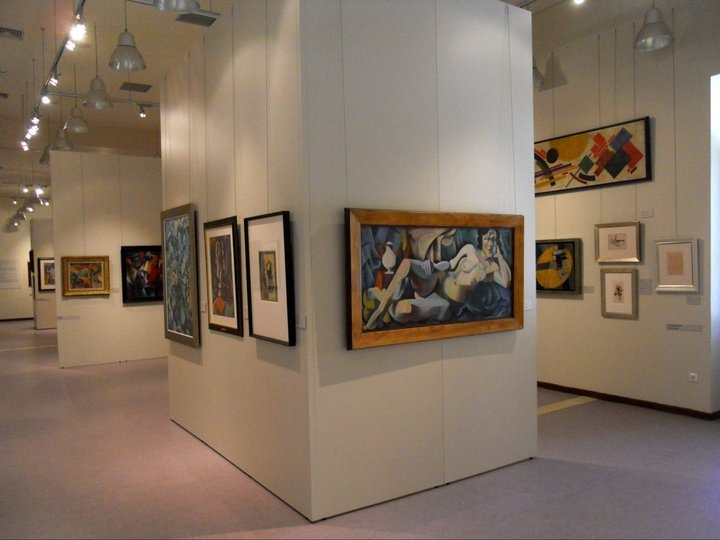
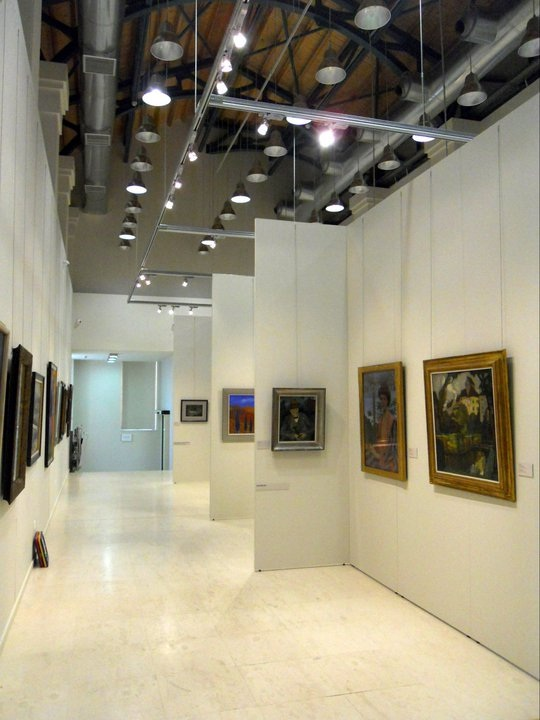
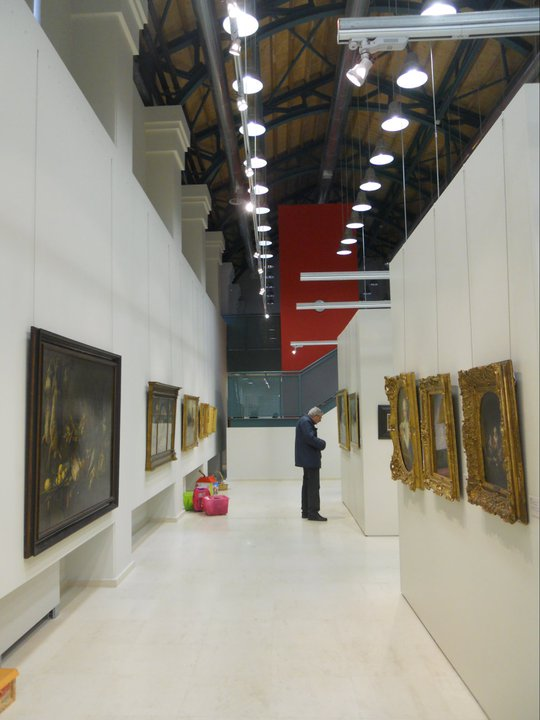
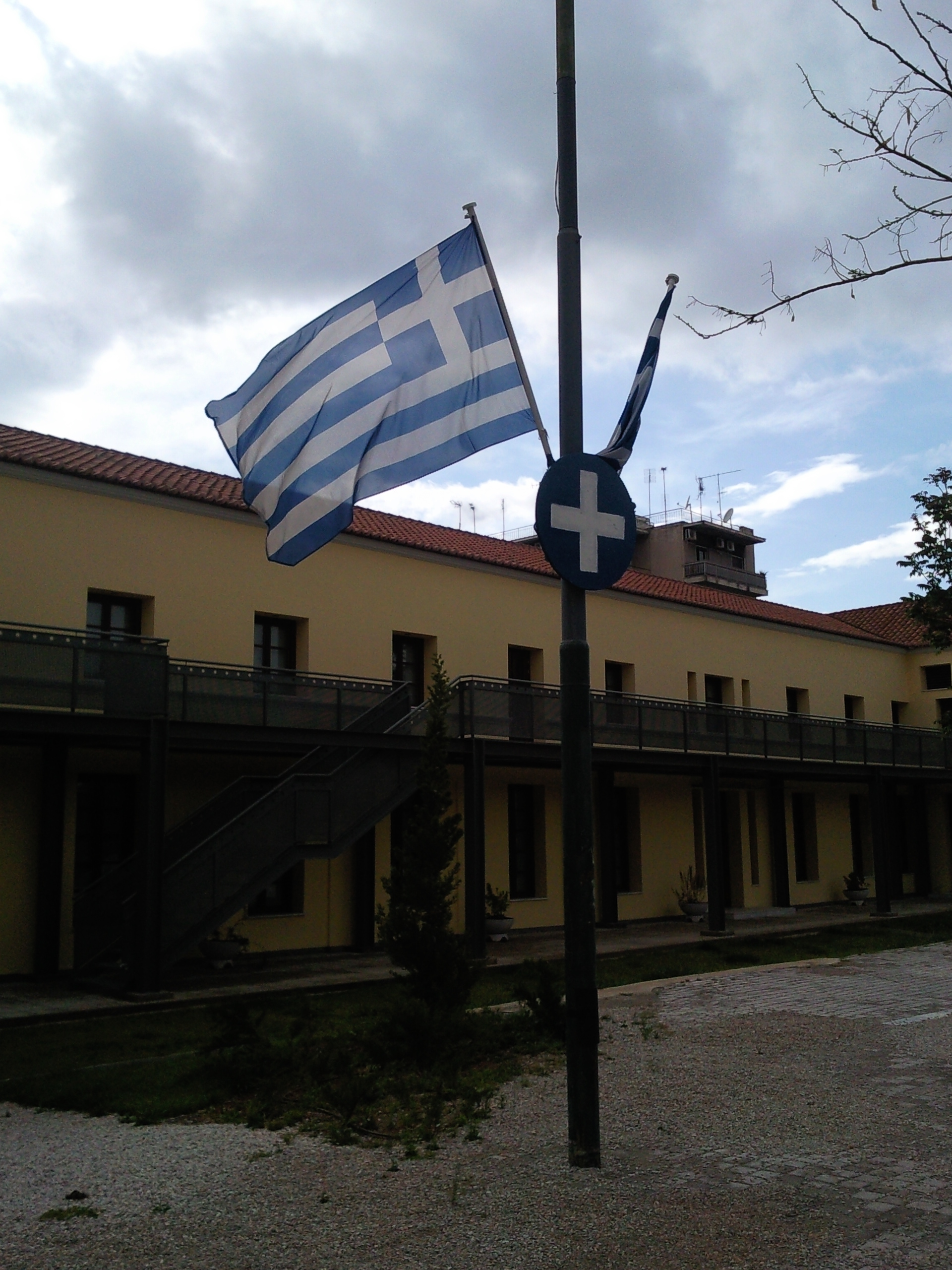